# Théodose III d'Abkhazie
Théodose III d'Abkhazie dit l'Aveugle (en géorgien: ბრმა, Brma) est le fils cadet de Georges II d'Abkhazie. Il complote contre son frère Démétrius III d'Abkhazie à qui il succède sur le trône comme roi d'Abkhazie de 975 à 978.

## Prétendant et roi
Le roi Georges II d'Abkhazie a envoyé à Constantinople deux de ses fils cadets, Théodose et Bagrat, pour y être éduqués et afin qu'après sa mort il n'y ait pas de contestation lors de sa succession. 
Après la mort de Léon III d'Abkhazie, un parti se constitue toutefois et incite Théodose à faire valoir ses droits contre son frère le roi Démétrius III d'Abkhazie. Théodose revient donc en Géorgie et va dans le Samtskhe où il rassemble des troupes grâce à l'appui des aznaours locaux. Démétrius III réagit rapidement, il attaque son concurrent qui s'enfuit au Karthli auprès d'un certain Adarnassé, mthawar de Dzélel, chez qui il réside pendant trois mois. Il doit finalement capituler et obtient pour sa sauvegarde personnelle de se retirer auprès de David le Curopalate, chez qui il passe environ un an. 
Théodose quitte ensuite le Tao pour la Kakhétie. Démétrius III envoie alors un émissaire au prince Kviriké II de Kakhétie pour lui proposer d'organiser une réconciliation avec son frère. Kviriké II de Kakhétie convainc Théodose d'accepter la proposition et se porte garant de sa sécurité avec le Catholicos, les chefs du clergé et l'ensemble des didébouls.
Théodose demeure quelque temps en paix auprès de son frère, mais ce dernier « ranimant sa haine et oubliant le nom de Dieu pris à témoin viole ses serments » et lui brûle les yeux. Cet acte soulève l'indignation de ses sujets. 
Après la mort de Démétrius III d'Abkhazie en 975, voyant qu'il ne reste plus d'héritier à la dynastie, Théodose est fait roi sous le nom de Théodose III mais son impuissance le fait surnommer Tchala Mephé (« le roi de paille »).

## Succession
Le roi mutilé ne tarde pas à chercher à se venger d'une partie de sa noblesse. Cette attitude entraîne rapidement la révolte des féodaux et l'intervention du prince Kviriké II de Kakhétie. Le puissant eristhav de Karthli, Ioané Marouchisdzé, décide alors de se rapprocher de David le Curopalate et l'engage à venir avec ses troupes envahir le Karthli afin de rétablir les dynastes bagratides qui ont été réduits à l'impuissance depuis une soixantaine d'années par les Abkhazes.
David le Curopalate, qui n'a pas de fils, a adopté le jeune Bagrat, fils du  « roi titulaire d'Ibérie » Gourgen Ier, et « arrière-petits-fils de son oncle paternel ». Bagrat est également par sa mère Gourandoukht le propre neveu de Théodose III.
Le Grand Curopalate David obtient de Théodose III qu'il renonce au trône en faveur de Bagrat III de Géorgie qui devient ainsi roi d'Abkhazie en 978. Théodose l'Aveugle se retire dans un monastère où il meurt en 980.